# Марис, Лада Евгеньевна
Лада Евгеньевна Марис (род. 6 февраля 1968 года, Краснодар) — советская и российская актриса театра и кино.

## Биография
Родилась 6 февраля 1968 года в Краснодаре. С 14 лет занималась вокалом в ВИА «Здравствуй, песня».
С 1991 года — актриса Театра имени Моссовета.
В 1992 году окончила ГИТИС (руководитель курса — Борис Покровский).
С 1997 года профессионально занимается изготовлением венецианских карнавальных масок.
Работает в театре имени Станиславского.

Настоящая фамилия — Завалко. Об этом актриса рассказала в интервью «Экспресс газете»:
У меня украинская фамилия Завалко. А вот имя Лада — моё, родное… Что же касается псевдонима, то он связан с Марисом Лиепой. Имя этого танцовщика, а также Улановой, Максимовой, Васильева часто звучали в нашей семье. Моя мама очень любила балет. И когда мне посчастливилось поработать с Марисом Эдуардовичем в 1987—1988 годах, незадолго до его кончины, я была потрясена талантом мастера и его жаждой жизни. Однажды он сказал: «Так жаль, что моё имя уже никогда не прозвучит со сцены». И грустно улыбнулся. В марте 89-го Мариса Лиепы не стало. Прощание было в его любимом Большом. Я, 21-летняя девочка, стояла над его гробом до неприличия долго и рыдала. Выйдя на Театральную площадь, уже не сомневалась, что буду Ладой Марис.

## Личная жизнь
- Жила в фактическом браке с актёром Максимом Сухановым. В 1993 году у них родилась дочь Софья.
- В настоящее время замужем за тренером по теннису Владимиром Киридоновым. 5 мая 2005 года у них родился сын Климентий.

## Роли в кино
- 2021 — Моисей Коля (в производстве) — пани Бася
- 2014 — Татьянина ночь — Жанна, мать Петра
- 2014 — Светофор — куратор кружка
- 2013 — Операция «Кукловод» — Грета
- 2011 — Метод Лавровой — Лина Исаева, актриса
- 2011 — Барвиха 2 — мама Анжелы
- 2011 — Земля людей — Марианна
- 2011 — Борис Годунов — эпизод
- 2010 — Апельсиновый сок — Марина Ланская
- 2009 — Барвиха — мама Анжелы
- 2008—2011 — Универ — Эвелина Григорьевна
- 2008—2010 — Ранетки — Ева, популярная певица
- 2008 — Моя прекрасная няня 2. Жизнь после свадьбы — Эвелина
- 2008 — Криминальное видео — Елена Сергеевна Суржикова
- 2008 — Сенсация
- 2008 — Зверобой — Марго
- 2007 — Час Волкова — Ляля Одинцова
- 2007 — Трагедия дель Артэ
- 2006 — Рельсы счастья
- 2005 — Гибель Империи
- 2005 — Пророк — эпизод
- 2005 — Аэропорт — Лора, частный детектив
- 2005 — V.I.P. рыбалка
- 2004—2006 — Моя прекрасная няня — эпизод
- 2004 — Сармат — Розанна
- 2004 — Искушение Титаника — Кристина
- 2004 — Виола Тараканова. В мире преступных страстей − 1 — Альбина Соловьёва
- 2004 — Чёрт из табакерки
- 2003 — Оперативный псевдоним — Луиза
- 2003 — Москва. Центральный округ — эпизод
- 2002 — Юрики — эпизод
- 2002 — За кулисами — Ирина
- 2000 — Марш Турецкого (1 сезон) — Валентина Николаевна Иваненко
- 2000 — Ошейники для волков
- 1999 — Возвращение Титаника — Кристина
- 1988 — Шут — эпизод